# Georges Libri-Bagnano
Giorgio Libri-Bagnano, francisé en Georges Libri-Bagnano (ou Libry-Bagnano), comte de Bagnano, né à Florence en 1780 et mort le 1er janvier 1836 à Amsterdam, est un journaliste italien du XIXe siècle.
Il était considéré comme le « conseiller intime » du roi Guillaume Ier, le souverain du royaume uni des Pays-Bas et fut de ce fait pris à parti lors de la révolution belge et plus particulièrement dès les premières émeutes d'août 1830 à Bruxelles, les insurgés allant jusqu'à réclamer sa mort.

## Biographie

### Débuts et carrière militaire
Pendant l’Empire, Georges Libri-Bagnano combat dans les rangs français. Passé en France lors de la paix de 1814, fervent bonapartiste, il se voit condamné deux fois pour faux en écriture de commerce, il reçoit à Lyon la marque sur chaque épaule, il porte le carcan et est envoyé aux galères. Il ne sort du bagne qu'à la sollicitation du grand-duc de Toscane mais doit quitter la France.
En 1825, il rédige sous le pseudonyme de Linny-Babagor  à Amsterdam (édition parisienne) un Avis d'un Turc à la note sur la Grèce de M. le Vicomte de Chateaubriand.  La seconde édition bruxelloise laisse voir un titre nouveau : Réponse d'un Turc à la note sur la Grèce de Monsieur le Vicomte. de Chateaubriand, membre de la société en faveur des Grecs.
Exilé, il s'installe à Bruxelles, une des deux capitales du royaume uni des Pays-Bas, où il est choisi, en 1829, comme directeur du quotidien orangiste Le National, financé (185 mille florins néerlandais prélevés sur les fonds de l'Industrie, selon les Lettres de Belgicus, (pp. 128 et 129), par le gouvernement du roi Guillaume Ier. "L'Imprimerie et Fonderie normales" de son journal Le National (à ne pas confondre avec  Le National, journal français), était située Rue du Fossé aux Loups 60 et sa "Librairie polymathique" du 57 Rue de la Madeleine  (Bruxelles).
C'est son imprimerie qui avait eu la mission de réaliser le Catalogue de l'exposition des produits de l'Industrie nationale de Bruxelles ouverte en juillet 1830. Ses deux entreprises ont également participé à cette fameuse exposition.

### Révolution belge

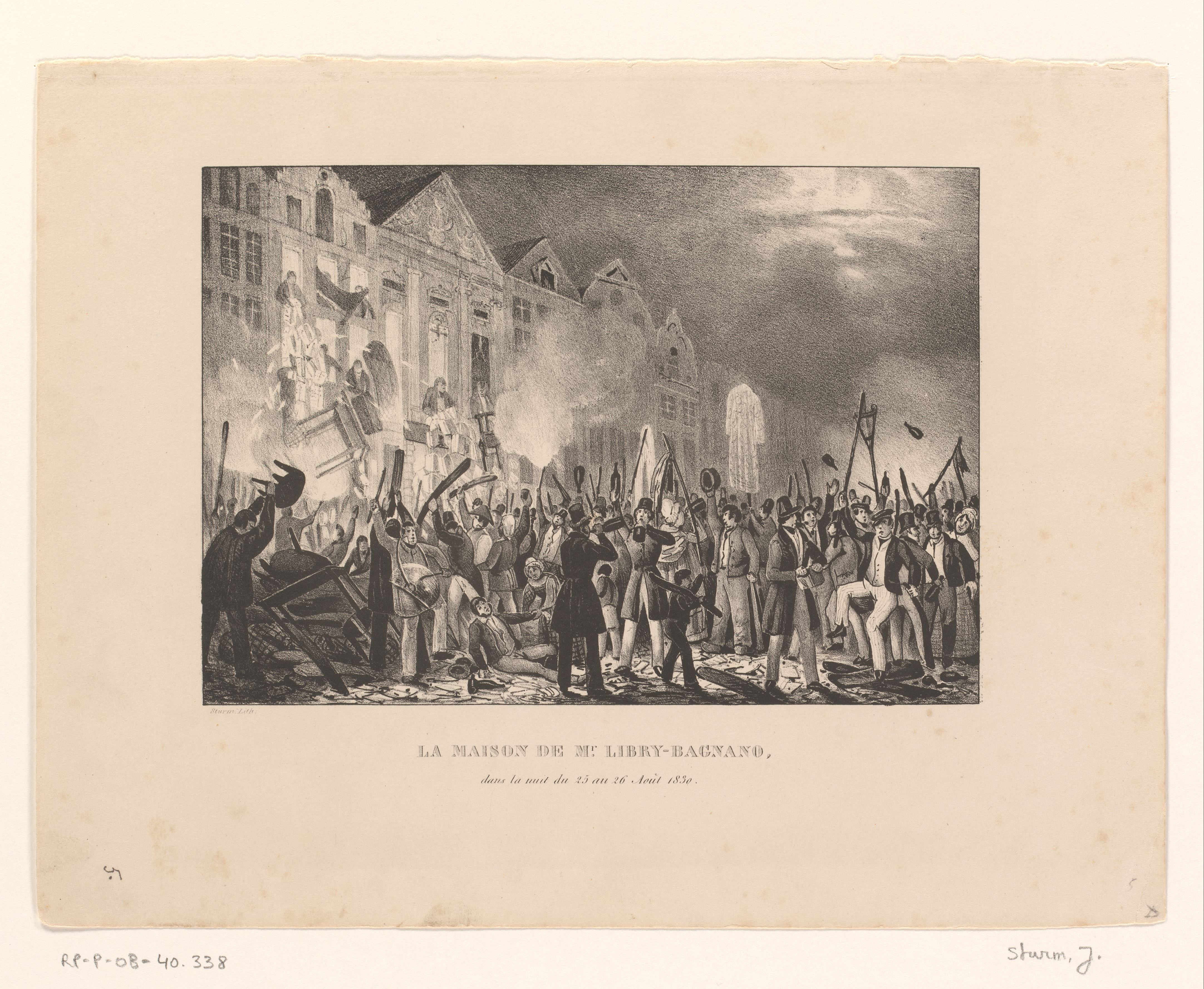
Le sac de la maison de Libry-Bagnano lors des émeutes d'août 1830 à Bruxelles, au début de la révolution belge.

Lors de la révolution belge du 25 août 1830, ses bureaux et son domicile sont pillés et rasés par les insurgés. Une médaille fut frappée à l'occasion de la dévastation de ses maisons en 1830. C'est sur les toits, derrière un mur de la maison d'à côté qu'il se réfugie et peut ainsi survivre. Cette version n'est pas celle que Libry a raconté bien après la révolution. Il y signale qu'il avait déjà quitté Bruxelles mais que le concierge de la maison avait failli mourir pendant ses événements. Il parle d'un certain Bazile qui surveillait régulièrement son habitation.
Après l'indépendance de la Belgique, il se retire, ruiné, aux Pays-Bas, où, en 1831, il publie La Ville Rebelle, ou les Belges au Tribunal de l’Europe et Les crimes d'un honnête homme en juillet 1832 où il déclare avoir eu beaucoup de tracas à Bruxelles avec la Société des douze dont il dévoile onze des douze noms et cite quelques remplaçants occasionnels. Sa haine contre les Belges et la Société des douze transparait de plus en plus dans ses derniers livres : De Louis-Philippe et de la dictature dans leurs rapports mutuels avec l'Europe et Appel de Libry-Bagnano à l'opinion publique en réponse à ses calomniateurs. Il signale que deux volumes de ses Mémoires sont terminés et que le troisième est sur le point de l'être. Mais il meurt à Amsterdam, le 1er janvier 1836.

## Œuvres
- La vérité sur les Cent-Jours principalement par rapport à la renaissance projetée de l'Empire romain, H. Tarlier, libraire-éditeur, Imprimerie de Weissenbruch, Imprimeur du Roi, Bruxelles, (1825)[9]
- La guerre pendant la paix ou l'avenir de l'Europe révélé par l'attentat d'Anvers (1833)
- De l'Imprimerie et de la presse en Hollande, considérés dans les rapports avec l'industrie et la politique.
- Appel de Libry-Bagnano à l'opinion publique en réponse à ses calomniateurs avec pièces justificatives (1835)
- Appel de la Hollande à la justice et à la raison de la Grande-Bretagne (paraît après sa mort en 1836)

D'autres pseudonymes comme "Un banni", "Le neveu d'un évêque", "Books-Nabonag", etc.

## Descendance
Son fils, Timoléon-Brutus de Libri-Bagnano fut inspecteur des Bibliothèques de France et Membre de l'Institut de France.
Mais il suivit les traces de son père. Il fut condamné en 1850 à dix ans de réclusion du chef de vol de livres et de manuscrits.